# エヴァグレイズを渡る風
『エヴァグレイズを渡る風』（エヴァグレイズをわたるかぜ、原題：Wind Across the Everglades）は1958年のアメリカ合衆国の映画。カラー映画（テクニカラー）。ニコラス・レイ監督作品。クリストファー・プラマーの初主演作（クレジット・タイトルではバール・アイヴスと同列でアイヴスの次）であり、ピーター・フォークの映画デビュー作でもある。日本では劇場未公開だが、WOWOWで放送された他、アテネフランセ文化センターなどで過去に上映されている。『ジャングル・ガードマン』の邦題もある。

## 解説
20世紀初頭のフロリダ州エバーグレーズ国立公園を舞台に、民間の自然保護団体に雇われた監視官と野鳥の密猟団との戦いを描いた作品である。
ニコラス・レイは前作の『にがい勝利』(1957年)をリビアとフランスで撮影し、以後ヨーロッパに映画製作の拠点を移そうと計画していた。しかし、レイの映画は後にヌーヴェルヴァーグの旗手となるエリック・ロメールやジャン＝リュック・ゴダールなどカイエ・デュ・シネマ誌の同人が熱狂的に支持した以外にはほとんど反応がなく、計画は頓挫。アメリカに帰国して急遽本作品の監督に就いた。
撮影は1957年11月から1958年1月までの3ヶ月間、フロリダ州でのロケーションを中心に行われたが、事前の準備不足に加えて湿地帯の劣悪な環境下での撮影や悪天候などさまざまな問題を抱えたものになった。また、作家としても活躍していた脚本家のバッド・シュルバーグがレイを排除して撮影現場を支配しようとするトラブルも発生した。こうした中でレイは過度の飲酒をするようになり、撮影現場で奇行に走ったり体調不良を訴え突然倒れて撮影を中断したりするなど、晩年に苦しむことになるアルコール使用障害の兆候をおこしている。結局、レイは撮影終了と同時に編集権を奪われて解雇されることになり、映画はプロデューサーのスチュアート・シュルバーグと脚本家のバッド・シュルバーグによって完成された。
しかし、完成した映画は、カイエ・デュ・シネマの同人などによって「ニコラス・レイの映画」として評価され、ジャン＝リュック・ゴダールの『映画史』などでも引用されるなど、現在ではニコラス・レイの代表作の一本に数えられている。アメリカの映画評論家ジョナサン・ローゼンバウムは、『理由なき反抗』、『にがい勝利』と並んで本作品をレイのベスト3に挙げている。また、フランスの映画評論家セルジュ・ダネーは、著書『La rampe』所収の『ヴィムズ・ムーヴィー(ヴィム・ヴェンダースとニコラス・レイ)』において、主人公の監視官と密猟団の頭目の関係が敵対から友情へと変遷するさまを「同盟関係として生きられる父子の関係」と指摘し、レイの映画のほぼすべてで語られている物語を描いた「見事な映画」と評した。

## ストーリー
20世紀初頭のアメリカでは、婦人たちの間で帽子の羽飾りが流行し、フロリダ州エバーグレーズの湿地帯では羽飾りの原料となるサギ類やフラミンゴの密猟が横行していた。マイアミに生物学の教師として赴任してきたウォルト・マードックは、マイアミの駅で堂々と密猟されたサギの羽が売買されていることに怒り婦人の羽飾りをむしって逮捕されるが、マイアミの民間自然保護団体オーデュボン協会に助けられてその協会の監視官となる。
密猟者たちはエバーグレーズの湿地帯で生まれ育ったカットマウス(沼マムシ)という荒くれ者を頭目に据え、すでに5万羽ものサギを乱獲して、エバーグレーズにおけるサギ類は滅亡の危機に瀕していた。カットマウスは正義感の強いマードックを警戒して、彼を湿地帯の奥に置き去りにして殺そうとする。しかし、カットマウスに密猟をさせている実業家のリゲットと結託しているマイアミのハリス判事は、マードックに逮捕権を与えず、湿地帯の奥に住むカットマウスをマイアミまで連行すれば密猟団とリゲットを逮捕する権限を与えると無理難題を押しつける。その条件をのんだマードックは、カットマウスと対決するために湿地帯の奥へと向かっていくのだった。

## 登場人物
- カットマウス(沼マムシ) - バール・アイヴス： 密猟団の首領。文明を拒否して自然に生きることを誇りにしている。
- ウォルト・マードック - クリストファー・プラマー： オーデュボン協会の密猟監視官。正義感が強く、密猟が生態系を狂わせることを危惧する。
- ミセス・ブラッドフォード - ジプシー・ローズ・リー： 酒場の女主人。マードックの正義感あふれる行為を褒めるが、羽飾りの帽子を平然とかぶっている。
- ナオミ - チャーナー・エデン： マードックが下宿する雑貨屋の娘。マードックと恋に落ちる。
- ジョージ・ボスコヴェック - アーロン・ネイサンスン： オーデュボン協会の代表。かつてカットマウスのヘビに噛まれて片足が不自由。
- ジョージ・リゲット - ハワード・I・スミス： カットマウス一味に密猟をさせているマイアミの実業家。
- ミセス・リゲット - メアリー・ペニントン： リゲットの妻。駅で帽子の羽飾りをマードックにむしり取られる。
- ハリス判事 - マッキンレー・カンター： マイアミの判事。リゲットと結託している。
- 教授 - カート・コンウェイ： カットマウスの子分。荒くれ者だが詩を口ずさむインテリで、密猟は文明に利用される愚行だとマードックに批判されて感服する。
- ライター - ピーター・フォーク： カットマウスの子分。
- 片腕ビリー - コリー・オセオラ： カットマウスの子分でアメリカ先住民。マードックの殺害を躊躇したために猛毒の木に縛られて処刑される。
- スージー・ビリー - メアリー・オセオラ： 片腕ビリーの娘。
- ビーフ - トニー・ガレント： 刑務所を脱獄してカットマウスの一味に加わった怪力の男。
- ウィンディ - サムナー・ウィリアムズ： ビーフと共に脱獄した耳の聞こえない青年。
- ソーダスト - パット・ヘニング： カットマウスの子分。病人に化けて羽を密輸しようとしてマードックに捕えられる。